# Henry Bilson Legge
Pour les articles homonymes, voir Bilson et Legge.
Henry Bilson Legge (29 mai 1708 - 23 août 1764) est un homme d'État whig britannique.

## Biographie
Fils de William Legge, il est secrétaire en chef pour l'Irlande de 1739 à 1741, puis membre de la Chambre des communes de 1740 à 1761.
Il est successivement Surveyor General of Woods, Forests, Parks, and Chases (en) de 1742 à 1745, envoyé diplomatique en Prusse de 1747 à 1749 et Treasurer of the Navy (en) de 1749 à 1754.
Il est chancelier de l'Échiquier de 1754 à 1755, de 1755 à 1757 et de 1757 à 1761.

## Source de la traduction
- (en) Cet article est partiellement ou en totalité issu de l’article de Wikipédia en anglais intitulé « Henry Bilson-Legge » (voir la liste des auteurs).